# Landdag van Opper-Oostenrijk
De Landdag van Opper-Oostenrijk (Duits: Oberösterreichischer Landtag) is het parlement van de Oostenrijkse deelstaat Opper-Oostenrijk. De Landdag kwam in 1408 voor het eerst bijeen. In 1861 verkreeg de Landdag wetgevende macht en sindsdien wordt de Landdag ook gekozen.
De Landdag telt tegenwoordig 56 afgevaardigden. Als parlement heeft de Landdag wetgevende macht en kiest zowel de regering van de deelstaat als de gouverneur (Landeshauptmann). Ook kiezen de afgevaardigden een voorzitter uit hun midden.
In tegenstelling tot de andere acht Oostenrijkse deelstaatparlementen, die om de vijf jaar worden gekozen, vinden verkiezingen voor de Landdag van Opper-Oostenrijk om de zes jaar plaats. De recentste Landdagverkiezingen werden op 26 september 2021 gehouden.
Sinds 1945 is de christendemocratische ÖVP vrijwel steevast de grootste partij in de Landdag van Opper-Oostenrijk geweest. De enige uitzondering was de periode 1967–1973, toen de sociaaldemocratische SPÖ nipt de grootste was.

## Huidige samenstelling (2021–2027)
| Partij | Partij | Partij                                                                   | %     | Zetels | Verschil |
| ------ | ------ | ------------------------------------------------------------------------ | ----- | ------ | -------- |
|        |        | Österreichische Volkspartei (ÖVP) Oberösterreichische Volkspartei (OÖVP) | 37,6% | 22     | 1        |
|        |        | Freiheitliche Partei Österreichs (FPÖ)                                   | 19,8% | 11     | 7        |
|        |        | Sozialdemokratische Partei Österreichs (SPÖ)                             | 18,6% | 11     | 0        |
|        |        | Die Grünen - Die Grüne Alternative (GRÜNE)                               | 12,3% | 7      | 1        |
|        |        | Menschen-Freiheit-Grundrechte (MFG)                                      | 6,2%  | 3      | 3        |
|        |        | Das Neue Österreich (NEOS)                                               | 4,2%  | 2      | 2        |
|        |        | Overige partijen                                                         | 1,3%  | 0      | 0        |
| Totaal | Totaal |                                                                          | 100%  | 56     |          |

## Parlementsgebouw
De Landdag van Neder-Oostenrijk zetelt in het Landhaus in de hoofdstad van de deelstaat, Linz. Het gebouw werd in verschillende fasen tussen 1568 en 1658 gebouwd. 

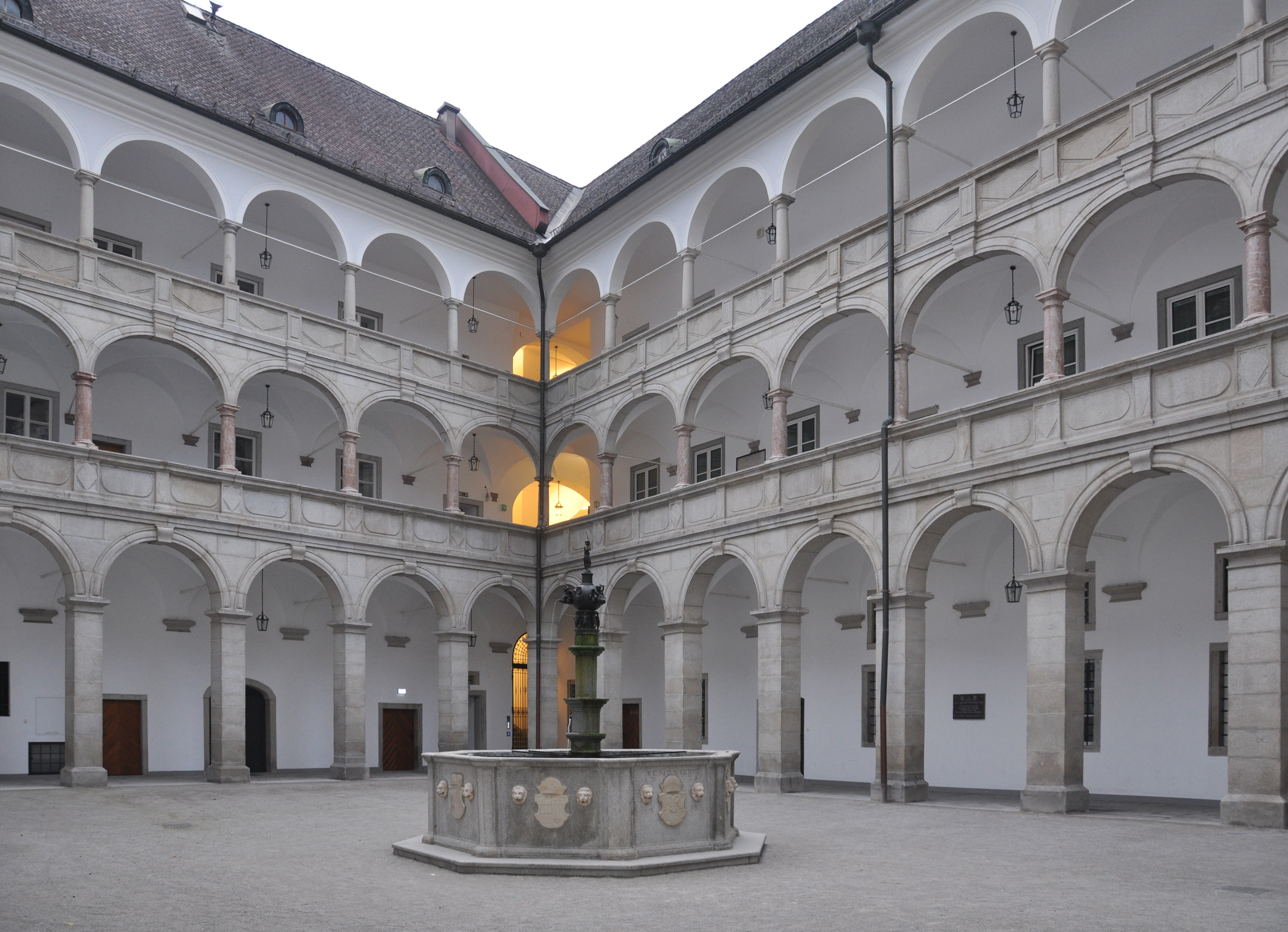
Het binnenhof van het Landhaus